# 한인연합교회
한인 연합 교회(Korean United Church)는 1965년 필라델피아의 한인 이민자들에 의해 설립되었다.  미국 장로교회(PCA) 회원 교회이다.  신학적으로 웨스트 민스터신앙고백을 받아드리고, 교회정치는 장로교이다. 상담소와 유치원을 가지고 있으며 멤버는 약 2000명이다.

## 참고 문헌
1. ↑  http://stat.pcanet.org/ac/directory/directory.cfm
2. ↑  Fasse, Christoph. “Address data base of Reformed churches and institutions”. 《www.reformiert-online.net》. 2016년 3월 3일에 원본 문서에서 보존된 문서. 2018년 7월 20일에 확인함.